# Savannah 200 1970
Savannah 200 1970 var ett stockcarlopp ingående i Nascar Grand National Series (nuvarande Nascar Cup Series) som kördes 15 mars 1970 på den 0,5 mile (804,672 m) långa ovalbanan Savannah Speedway i Savannah i Georgia. Totalt avverkades 100 miles (160,934 km) fördelat på 200 varv. Banunderlaget var asfalt. Loppet vanns av Richard Petty i en Plymouth på tiden 1:21.20 körande för Petty Enterprises. 
Pettys snitthastighet uppgick till 82,418 mph. Han var vid målgång ensam förare på ledarvarvet, ett varv före tvåan Bobby Isaac. Det var Pettys 103:e vinst av totalt 200 i karriären. Prispotten uppgick till 6 575 dollar, varav 1 000 dollar gick till segraren.

## Resultat
| Plc     | Nr | Förare           | Team/ bilägare           | Konstruktör | Start | Varv | Ledda varv |
| ------- | -- | ---------------- | ------------------------ | ----------- | ----- | ---- | ---------- |
| 1       | 43 | Richard Petty    | Petty Enterprises        | Plymouth    | 1     | 200  | 183        |
| 2       | 71 | Bobby Isaac      | K&K Insurance Racing     | Dodge       | 2     | 199  | 17         |
| 3       | 48 | James Hylton     | Hylton Engineering       | Ford        | 3     | 196  | 0          |
| 4       | 72 | Benny Parsons    | DeWitt Racing            | Ford        | 5     | 195  | 0          |
| 5       | 30 | Dave Marcis      | Marcis Auto Racing       | Dodge       | 6     | 195  | 0          |
| 6       | 06 | Neil Castles     | Neil Castles             | Dodge       | 7     | 195  | 0          |
| 7       | 64 | Elmo Langley     | Langley-Woodfield Racing | Ford        | 8     | 193  | 0          |
| 8       | 25 | Jabe Thomas      | Robertson Racing         | Plymouth    | 11    | 188  | 0          |
| 9       | 34 | Wendell Scott    | Scott Racing             | Ford        | 9     | 187  | 0          |
| 10      | 9  | Roy Tyner        | Roy Tyner                | Pontiac     | 15    | 186  | 0          |
| 11      | 70 | J.D. McDuffie    | McDuffie Racing          | Buick       | 12    | 184  | 0          |
| 12      | 24 | Cecil Gordon     | Gordon Racing            | Ford        | 14    | 180  | 0          |
| 13      | 19 | Henley Gray      | Gray Racing              | Ford        | 20    | 176  | 0          |
| 14      | 74 | Bill Shirey      | Bill Shirey              | Plymouth    | 13    | 171  | 0          |
| 15      | 47 | Bill Seifert     | Seifert Racing           | Ford        | 16    | 91   | 0          |
| 16      | 79 | Frank Warren     | Warren Racing            | Plymouth    | 10    | 73   | 0          |
| 17      | 67 | Dick May         | Ron Ronacher             | Ford        | 17    | 66   | 0          |
| 18      | 26 | Earl Brooks      | Brooks Racing            | Ford        | 18    | 45   | 0          |
| 19      | 22 | Bobby Allison    | Robertson Racing         | Plymouth    | 4     | 36   | 0          |
| 20      | 12 | Pete Hazelwood   | Pete Hazelwood           | Chevrolet   | 19    | 8    | 0          |
| 21      | 04 | Ken Meisenhelder | Ken Meisenhelder         | Chevrolet   | 21    | 1    | 0          |
| 22      | 20 | Joe Hines        | i.u.                     | Chevrolet   | -     | 0    | 0          |
| Källor: |    |                  |                          |             |       |      |            |

## Anmärkningslista
1. ↑  Kom ej till start.